# Marguillier
Le marguillier, en latin médiéval le matricularius, est  d'abord  celui « qui tient un registre ou un rôle (matricula) ». La première fonction connue du matriculaire, officier de la religion chrétienne (religion attentive à la pauvreté christique), était d'immatriculer les pauvres de l'église, c'est-à-dire de les inscrire sur le registre d'aumône. La seconde est l'administration des registres de ces pauvres personnages. Il existait donc, dans chaque paroisse, un marguillier qui avait la charge du registre des personnes qui recevaient les aumônes de l'Église. Le marguillier servait d'aide au sacristain. Ce n'était pas une profession, mais une charge.
À partir du XIIIe siècle, ce mot peut désigner de manière générale un fabricien, membre du bureau ordinaire du conseil de fabrique chargé de la gestion, ce laïc étant élu par une assemblée de notables de la paroisse.

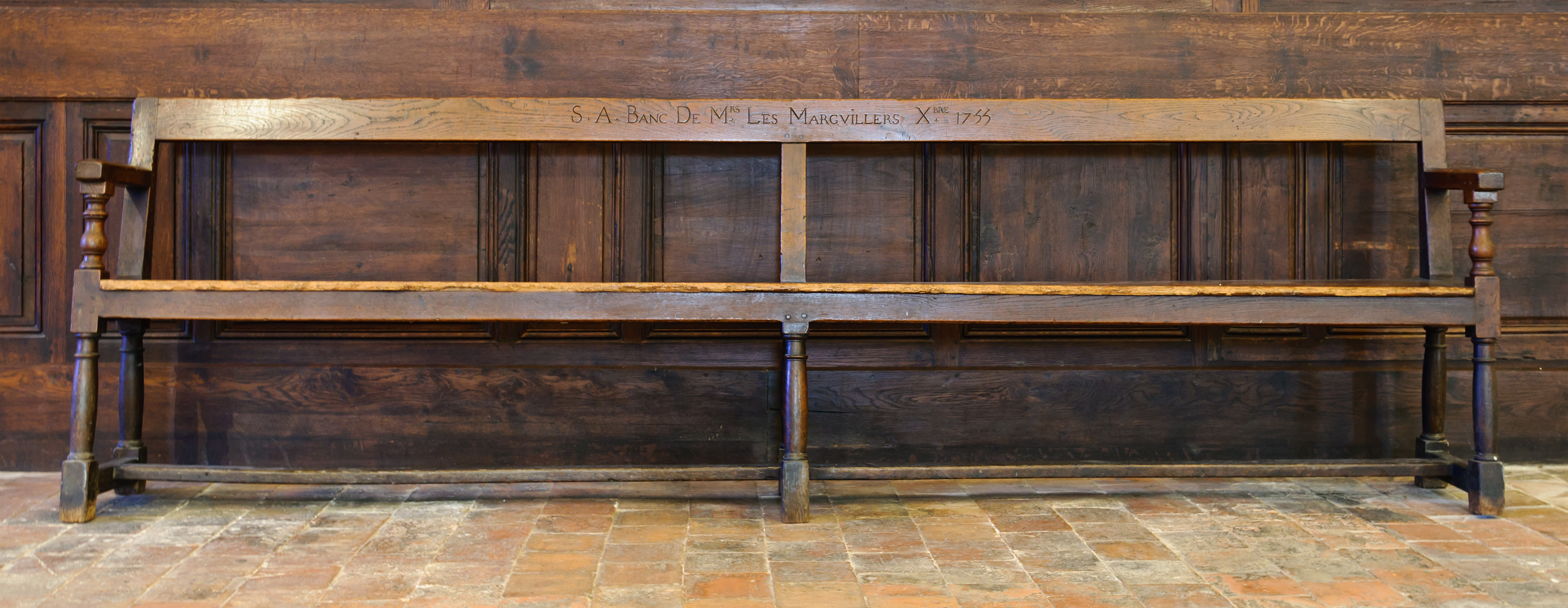
Banc des marguilliers (1755), église Saint-Ayoul de Provins (Seine-et-Marne, France).

## Marguilliers laïcs et marguilliers clercs
- Un marguillier membre du conseil de fabrique est un laïc, chargé de la construction et de l'entretien de l'église, de l'administration des biens de la paroisse (terres, locations de terres, écoles, rentes et impôts), de veiller à l'entretien des locaux, de tenir le registre de la paroisse et de préparer les affaires qui doivent être portées au conseil. Les membres de ce conseil sont au nombre de trois : un président, un trésorier, un secrétaire[1].

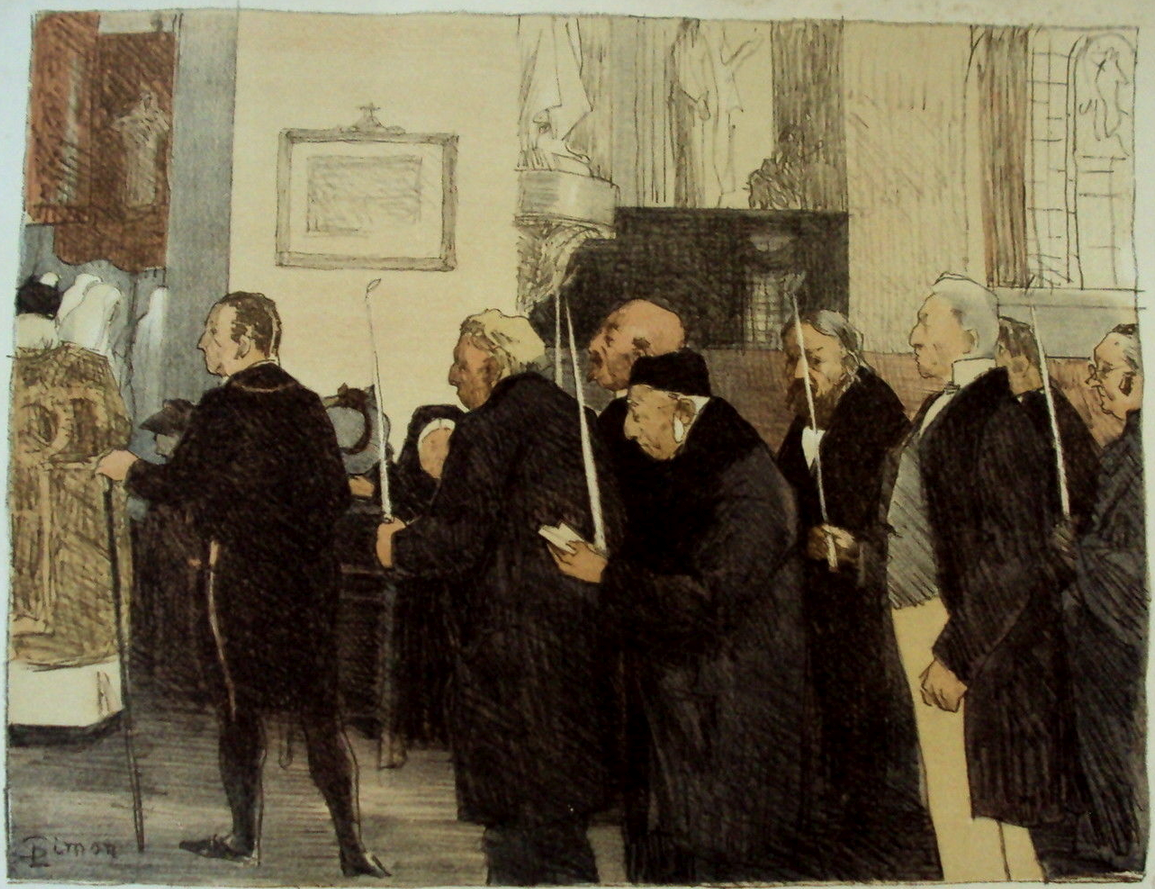
Lucien Simon : Les Marguilliers (1897).

Chaque année, le conseil de fabrique procédait à l'élection de deux d'entre eux. Le plus ancien était sortant et ne pouvait se représenter.
Dans le dictionnaire de Trévoux, tome 2, on relève cette explication : la fabrique «
est gouvernée par des laïcs qu'on nomme marguilliers à Paris, fabriciens dans quelques provinces ou procureurs fabriciens, et à la campagne, gagers ».
Dans certaines provinces, du moins il semblerait que ce soit le cas en Lorraine, la fonction était assurée dans la paroisse par un « chastollier » ou « chastelier », élu par les chefs des familles de la paroisse comme en témoigne le registre paroissial de la commune de Gye : « L'an mil sept cent trente deux le vingt unième jour du mois de décembre Jean Mangeot a esté élu à la pluralité des voyes pour exercer la charge de "chastelier" en présence de tous les chefs des familles ».
Il existait aussi des marguilliers clercs (matricularii clerici), possesseurs d'une marelle cléricale. Dans un chapitre de chanoines ils tenaient par exemple les registres capitulaires. Ce pouvait être, par exemple, un personnage âgé, anciennement maître de musique (maître de chapelle) ou membre du chœur, l'un et l'autre ayant exercé dans cette église, ou bien un choriste en activité qui recevait des gages en supplément pour cette seconde activité, ou qui ne remplissait plus ses fonctions musicales, pour diverses raisons. 
Le terme de « marguillier » est encore utilisé de nos jours dans le christianisme orthodoxe francophone : il désigne un laïc élu par l’assemblée des paroissiens et chargé d'accueillir et d'administrer les biens de la communauté. Les paroisses de tradition russe utilisent aussi le terme de « staroste ».

## Langue française
Le mot marguillier  fait partie des pièges orthographiques de la célèbre dictée de Mérimée ; la prononciation est « marguihier », si bien que le Rapport de 1990 sur les rectifications orthographiques préconise d'écrire marguiller.

### Citations
Images de marguilliers laïcs, par deux romanciers du XIXe siècle :
- Eugène Le Roy, Jacquou le croquant

« En tête, comme de bon juste, le marguillier portant la croix, petit homme brun, qui avait l'air pas mal farceur, et se réjouissait d'avance, ça se voyait dans ses yeux pétillants, de ce que cette journée allait lui rapporter. »

— page 207

« Et en effet, aussitôt que les autres furent partis, le curé d'Aubas, un livre à la main, assisté du marguillier qui tenait une soupière d’étain, fut entouré par une foule de gens qui demandaient l'Évangile. Le curé avait bien dit : « donner », mais c’était une façon de parler, car on les payait. Lorsqu'on avait remis les sous au marguillier, qui les jetait dans la soupière, il disait : -  C'est à celui-là. »

— page 212
- Victor Hugo, Les Misérables - Troisième partie - Livre troisième - chapitre V.

« Un dimanche qu'il était allé entendre la messe à Saint-Sulpice, à cette même chapelle de la Vierge où sa tante le menait quand il était petit, étant ce jour-là distrait et rêveur plus qu'à l'ordinaire, il s'était placé derrière un pilier et agenouillé, sans y faire attention, sur une chaise en velours d'Utrecht au dossier de laquelle était écrit ce nom : Monsieur Mabeuf, marguillier. »

— pages 105-106

« Cet endroit est devenu comme sanctifié pour moi, et j'ai pris l'habitude de venir y entendre la messe. Je le préfère au banc d'œuvre où j'aurais droit d'être comme marguillier. »

— page 107